# یواس‌اس بلوبک (اس‌اس-۳۲۶)
یواس‌اس بلوبک (اس‌اس-۳۲۶) (به انگلیسی: USS Blueback (SS-326)) یک زیردریایی است که طول آن ۳۱۱ فوت ۹ اینچ (۹۵٫۰۲ متر) می‌باشد. این زیردریایی در سال ۱۹۴۴ ساخته شد.